# Ермаков, Николай Порфирьевич
Николай Порфирьевич Ермаков (16.11.1913 — 25.09.1993) — минералог, геохимик, специалист в области полезных ископаемых, доктор геолого-минералогических наук, основоположник термобарогеохимии, первый директор Музея Землеведения МГУ. Лауреат Сталинской премии третьей степени(1951), первооткрыватель месторождений, в том числе плавикового шпата Агата-Чибаргата в Средней Азии(1934), председатель Международной комиссии по рудообразующим растворам во включениях в КОФФИ 1964—1976 годах, автор более 160 научных работ.

## Биография
Родился в селе Кондурчинская крепость Самарской губернии. В 1932 году окончил Среднеазиатский геологоразведочный техникум в Ташкенте. С 1933 по 1939 г. работал геологом и начальником геологических партий Таджико-Памирской экспедиции АН СССР. В 1938 году с отличием закончил геологоразведочный факультет МГРИ. С 1940 по 1945 год был начальником экспедиции в Средней Азии и на Алдане. С 1945 года перешел на педагогическую работу, заведовал кафедрой и возглавлял геологический факультет Львовского Государственного университета имени Ивана Франко.
С 1951 года работает в МГУ, в должности профессора кафедры минералогии. В 1954 года он избран профессором кафедры геологии и геохимии полезных ископаемых геологического факультета МГУ. В 1955 года на кафедре полезных ископаемых организует и заведует микротермобарометрической лабораторией. В середине 50-х годов Н. П. Ермаков принимал активное участие в создании ВНИИСИМС и решении проблем, связанных с искусственным выращиванием кристаллов.
В 1951 назначен директором Музея Землеведения МГУ, который был официально открыт 14 мая 1955 года Николаю Порфирьевич разрабатывал структуру и научную концепцию музея. Первая экспозиция включала 117 стендов, в её разработке принимали участие свыше 300 ученых — сотрудников МГУ, академий наук и других научных и учебных учреждений нашей страны. Умер в Москве. В 1998 году учреждена премия им. Н. П. Ермакова за выдающиеся исследования в области термобарогеохимии.

## Награды
- лауреат Сталинской премии 3 степени (1951)
- Орден Красной Звезды (1944)
- Медаль «За трудовую доблесть».
- Премия им. В. И. Вернадского АН СССР (1975).